# Gérard Moss
Gérard Moss (Inghilterra, 16 maggio 1955 – 16 febbraio 2022) è stato un aviatore, ambientalista ed esploratore britannico naturalizzato brasiliano, noto per essere stato il primo uomo a completare il giro del mondo su un aliante a motore.
Moss, insieme alla moglie Margi, ha avviato diversi progetti per prevenire la deforestazione in Brasile e valutare la qualità dell'acqua e dell'aria, raccogliendo campioni in voli aerei. Dopo aver vissuto a Rio de Janeiro per 25 anni, la coppia si è trasferita a Brasilia nel 2006 per essere più vicina alla foresta pluviale amazzonica e dare vita al Progetto Fiumi volanti.

## Biografia
Nel 1983, dopo la laurea come ingegnere meccanico, Gérard Moss ha preso la licenza di pilota di aereo in California ed è arrivato in Brasile, dove ha avviato un'attività, il trasporto di semi di soia. 
Nel 1985 ha incontrato la moglie Margi e insieme a lei, nel 1989, ha completato il suo primo round del volo mondiale Four corners of the Americas. 
Nel 1997, Moss ha sorvolato i quattro angoli del continente americano. A partire da Rio de Janeiro, ha sorvolato Capo Froward, in Cile, nell'estremo sud, poi nell'estremo ovest a Capo Principe di Galles in Alaska, seguito da Zenith Point in Canada e infine Ponta dos Seixas in Brasile. Nel 2001, ha completato il primo volo intorno al mondo con un aliante a motore, utilizzando uno Ximango, fabbricato in Brasile.
Per il suo impegno verso l'ambiente in Brasile, nel novembre 2011 è stato insignito del MBE dalla regina Elisabetta.

## Opere
- Brasil das Águas: revelando o azul do verde e amarelo, Supernova Editora, São Paulo, 2005
- Asas Do Vento : A Primeira Volta Ao Mundo Num Motoplanador ISBN 8501065552
- Volta Por Cima ISBN 8501055794
- Loucos por ti, Amérique ISBN 8501055255